# Округ Кучичинг (Минесота)
Кучичинг (енгл. Koochiching County) је округ у америчкој савезној држави Минесота.

## Демографија
По попису из 2010. године број становника је 13.311, што је 1.044 (-7,3%) становника мање него 2000. године.
| Група             | 2000.          | 2010.          |
| Белци             | 13.744 (95,7%) | 12.512 (94,0%) |
| Афроамериканци    | 27 (0,2%)      | 78 (0,6%)      |
| Азијати           | 25 (0,2%)      | 44 (0,3%)      |
| Хиспаноамериканци | 81 (0,6%)      | 147 (1,1%)     |
| Укупно            | 14.355         | 13.311         |